# Rumänische Eishockeyliga 1957/58
Die Saison 1957/58 war die 28. Spielzeit der rumänischen Eishockeyliga, der höchsten rumänischen Eishockeyspielklasse. Meister wurde zum insgesamt vierten Mal in der Vereinsgeschichte CCA Bukarest.

## Modus
In der Hauptrunde absolvierte jede der vier Mannschaften insgesamt sechs Spiele. Der Erstplatzierte der Hauptrunde wurde Meister. Für einen Sieg erhielt jede Mannschaft zwei Punkte, bei einem Unentschieden gab es ein Punkt und bei einer Niederlage null Punkte.

## Hauptrunde

### Tabelle
|    | Klub                  | Sp | S | U | N | T  | GT | Punkte |
| -- | --------------------- | -- | - | - | - | -- | -- | ------ |
| 1. | CCA Bukarest          | 6  | 5 | 1 | 0 | 33 | 7  | 11     |
| 2. | Voința Miercurea Ciuc | 6  | 3 | 2 | 1 | 19 | 19 | 8      |
| 3. | Progresul Gheorgheni  | 6  | 1 | 2 | 3 | 17 | 26 | 4      |
| 4. | Dinamo Târgu Mureș    | 6  | 0 | 1 | 5 | 18 | 35 | 1      |

Sp = Spiele, S = Siege, U = Unentschieden, N = Niederlagen